# Herbert Wolff (Staatssekretär)
Herbert Wolff (* 22. November 1954 in Witten) ist ein deutscher politischer Beamter. Er war von 2010 bis 2021 als Staatssekretär in verschiedenen sächsischen Ministerien tätig.

## Leben und Beruf
Wolff studierte von 1974 bis 1981 Rechtswissenschaften in Bonn. Nach dem Referendariat beim Oberlandesgericht Köln und dem zweiten juristischen Staatsexamen war er ab 1985 wissenschaftlicher Mitarbeiter der CDU-nahen Konrad-Adenauer-Stiftung in Sankt Augustin. Im selben Jahr wurde er Referatsleiter im Bundesministerium für Arbeit und Sozialordnung.
1990 wechselte er ins Bundeskanzleramt. Im Mai 1991 erfolgte der Einstieg in die sächsische Landesverwaltung: bis 2001 war Wolff im Sächsischen Finanzministerium tätig. Anschließend war er von 2001 bis 2003 Geschäftsführer der Sächsischen Landessiedlungs- und Entwicklungsgesellschaft, danach wechselte er in die Staatskanzlei. Dort war er seit 2007 als Abteilungsleiter für Ressortkoordinierung und Europa zuständig.
Seit 2010 war Wolff Staatssekretär im Sächsischen Staatsministerium für Umwelt und Landwirtschaft (SMUL). Im März 2012 wechselte er als Staatssekretär ins Sächsische Staatsministerium für Kultus (SMK), bevor er ab November 2014 erneut den Posten des Staatssekretärs im SMUL übernahm. 2017 wurde er erneut Staatssekretär im SMK. Ende 2021 trat er in den Ruhestand ein.

## Weitere Ämter
Herbert Wolff ist Mitglied im Verwaltungsrat der Landwirtschaftlichen Rentenbank.